# Samnitenkriege

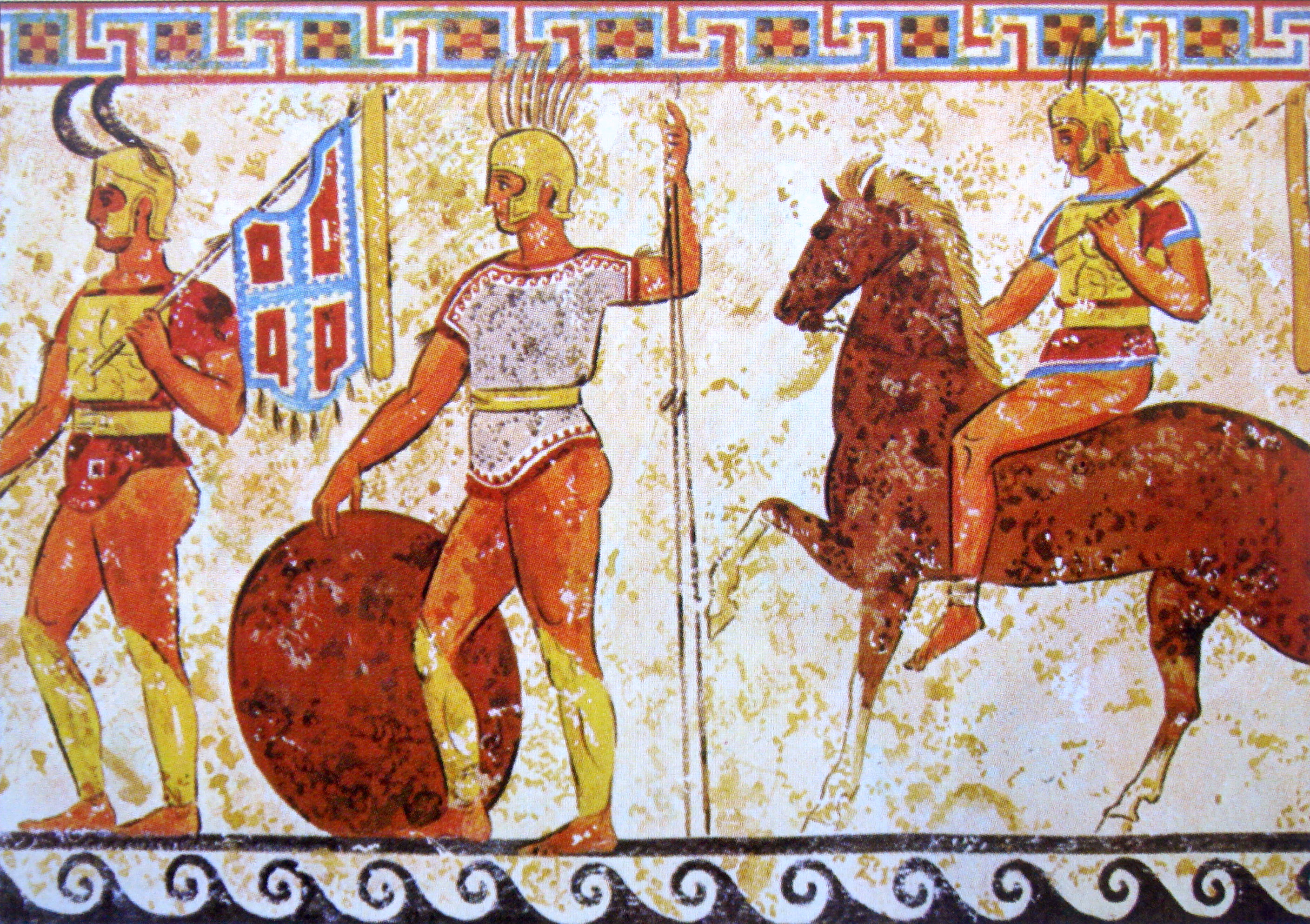
Samnitische Soldaten aus einem Grabfries in Nola, 4. Jahrhundert vor Christus

Die Samnitenkriege waren gemäß traditioneller Auffassung drei Kriege zwischen der Römischen Republik und den Samniten (Stämmen in Samnium), in denen es um die Kontrolle Kampaniens ging. Die Kämpfe dauerten von 343 v. Chr. bis 290 v. Chr. mit dem Ergebnis, dass die Samniten wieder auf ihr Ursprungsgebiet beschränkt wurden und zunehmend unter römische Hegemonie gerieten. Ihre formale Unabhängigkeit verloren sie endgültig allerdings erst nach einem Aufstand im italischen Bundesgenossenkrieg 82 v. Chr. durch Sulla.

## Erster Samnitenkrieg
Der Erste Samnitenkrieg dauerte von 343 bis 341 v. Chr. und hatte die römische Kontrolle des nördlichen Kampanien zum Ergebnis. In der heutigen Forschung wird der Erste Samnitenkrieg allerdings zumeist als unhistorisch oder „legendär“ (Jochen Bleicken) eingestuft.
Die Samniten schlossen mit Rom 354 v. Chr. ein Zweckbündnis, um sich gegen die Kelten und auch gegen die umliegenden Völker behaupten zu können. Bald darauf kam es jedoch zu Streitigkeiten zwischen Rom und den Samniten. 345 v. Chr. schlossen die Samniten ein Bündnis mit den Sidicinern, einem anderen Volksstamm. Rom reagierte darauf, indem es 343 v. Chr. einen eigenen Bündnisvertrag mit der Stadt Capua abschloss, das sich bereits in einem Konflikt mit den Samniten befand. Auf Grund dieses Bündnisvertrages (foedus aequum) brach laut den späteren Quellen der erste Samnitenkrieg aus. Da keine Seite einen Vorteil erzielen konnte, kam es 341 v. Chr. wieder zum Friedensschluss, indem die Samniten das Bündnis Roms mit Capua billigten und Rom das Bündnis der Samniten mit den Sidicinern. Kurz darauf verbündeten sich beide Seiten wieder.

## Zweiter Samnitenkrieg
Der Zweite Samnitenkrieg verlief in zwei Phasen von 326 bis 321 v. Chr. und 316 bis 304 v. Chr. Am Ende erkannten die Samniten die Vorherrschaft Roms über Kampanien an.
Rom und die Samniten beanspruchten beide die Führungsrolle in Mittel- und Unteritalien für sich. Zwar schlossen beide Reiche immer wieder Zweckbündnisse (siehe zweiter Latinerkrieg), doch diese waren meist nur von kurzer Dauer. Als Rom 328 v. Chr. die Stadt Fregellae im samnitisch-römischen Grenzgebiet besetzte und sie gegen die Samniten befestigte, konnte der Krieg noch einmal vermieden werden. Im Jahr 326 v. Chr. kam Rom aber dem von den Samniten bedrängten Neapolis zu Hilfe, woraufhin die Samniten Rom den Krieg erklärten.
Der Krieg nahm zu Beginn einen katastrophalen Verlauf für Rom. 321 v. Chr. geriet das römische Heer in der Schlacht an den Kaudinischen Pässen (Furculae Caudinae, Kaudinische Gabeln, vermutlich beim heutigen Montesárchio, zwischen Capua und Benevento) in eine Falle und wurde eingeschlossen. Rom musste harte Bedingungen akzeptieren (Stellen von Geiseln, hohes Lösegeld, Unterjochung), konnte aber die Vernichtung des Heeres verhindern.
Die Römer nahmen die Feindseligkeiten im Jahr 316 v. Chr. wieder auf, wurden aber 315 v. Chr. in der Schlacht von Lautulae erneut geschlagen. Daraufhin änderten sie ihre Strategie: Sie gründeten Kolonien und bauten die Via Appia, um den Zugang zu Capua zu verbessern. In der Schlacht am Vadimonischen See 310 v. Chr. gelang es den Römern, die mit den Samniten verbündeten Etrusker zu besiegen. Außerdem versuchte Rom die Samniten mit der Anlage von wehrhaften Kolonien (Garnisonen) einzukreisen. Mit dieser Taktik konnte Rom die Samniten Schritt für Schritt zurückdrängen und 305 v. Chr. schließlich Bovianum, die Hauptstadt der Samniten, einnehmen.
Im Friedensschluss mussten die Samniten die Herrschaft Roms über Kampanien akzeptieren, konnten ihre Bündnisse jedoch bewahren.

## Dritter Samnitenkrieg
Im dritten Samnitenkrieg, 298 bis 290 v. Chr., versuchten die Samniten die im vorherigen Krieg an Rom verlorene Vormachtstellung wieder zu gewinnen, mussten sich schließlich aber zur römischen Heeresfolge verpflichten.
Um ihre alte Macht wiederzuerlangen, hatten die Samniten ein Bündnis mit anderen Stämmen geschlossen (Umbrer, Sabiner, Lukaner, Senonen, Etrusker). Rom schaffte es jedoch immer wieder, die Gegner zu besiegen, und eroberte 298 v. Chr. sogar Bovianum, die Hauptstadt der Samniten. Zwar konnten die Samniten unter Gellius Egnatius nach Norden durchbrechen, doch mussten sie 295 v. Chr. in der Schlacht von Sentinum (das heutige Sassoferrato) eine herbe Niederlage gegen die römischen Truppen unter den Konsuln Publius Decius Mus (der sich angeblich während der Schlacht den Göttern opferte) und Quintus Fabius Maximus Rullianus einstecken. Die Schlacht wurde zu einem Gemetzel. Der Geschichtsschreiber Livius berichtet, dass 8.700 Römer von insgesamt 36.000 in diesem Kampf ihr Leben ließen. Schätzungen sprechen von rund 25.000 Gefallenen auf der Gegenseite.
Rom verfolgte auch im dritten Samnitenkrieg die bereits im vorherigen Krieg bewährte Taktik der Bildung wehrhafter Kolonien (Garnisonen). So wurde im dritten Samnitenkrieg um 291 v. Chr. die 20.000 Bürger starke Kolonie Venusia in Apulien errichtet. 290 v. Chr. mussten die Samniten auf Grund der hoffnungslosen Lage Frieden mit Rom schließen und wurden zur Heeresfolge verpflichtet.

## Kelten- und Etruskerkriege, der Tarentinische und der Pyrrhische Krieg
In der modernen Forschung werden auch die anschließenden Konflikte mit Kelten und Etruskern (285 bis 280 v. Chr.) sowie der Tarentinische und Pyrrhische Krieg (282 bis 272 v. Chr.) den Samniterkriegen zugerechnet, da auch hier Samniten und andere italische Stämme beteiligt waren.
283 v. Chr. schlugen die Römer ein vereinigtes Heer von Etruskern und keltischen Senonen, die seit dem Beginn des 4. Jahrhunderts v. Chr. zwischen Aesis (Esino) und Utens siedelten, am Vadimonischen See. Ausgelöst wurde der Konflikt durch die Senonen, die erst die mit Rom verbündete Stadt Arretum angriffen und anschließend ein römisches Entsatzheer schlugen, wobei sie fast das gesamte römische Heer aufrieben und auch der römische Konsul fiel. Die Boier ließen die Römer dabei unbehelligt abziehen, die Senonen wurden von den Römern bis in ihr Siedlungsgebiet zwischen Ancona und Ravenna verfolgt. Die Kelten mussten sich daraufhin 282 v. Chr. aus Mittelitalien zurückziehen und siedelten sich in Dalmatien an. Der Konflikt mit den Etruskern zog sich noch weitere drei Jahre hin, am Ende mussten die Etrusker die römische Überlegenheit anerkennen.
Ausgelöst wurde der Tarentinische Krieg dadurch, dass trotz eines vertraglichen Verbots 282 v. Chr. eine römische Flotte in den Golf von Tarent einfuhr und ungeachtet ihrer friedlichen Absicht von den Tarentinern vernichtet wurde. Rom reagierte mit einer Kriegserklärung an Tarent. Den Tarentinern schlossen sich fast alle süditalischen Stämme an. Zudem riefen die Tarentiner den Molosserkönig Pyrrhus zu Hilfe. Doch trotz einiger Erfolge siegten  die Römer (siehe Pyrrhischer Krieg) und waren seitdem die dominierende Macht in Italien.